# Ancara replicans
Ancara replicans là một loài bướm đêm trong họ Noctuidae.